# 豊嶋秀直
豊嶋 秀直（とよしま ひでなお、1939年3月30日 - ）は、日本の検察官、弁護士。東京地方検察庁公安部長や、最高検察庁検事、公安調査庁長官、福岡高等検察庁検事長等を歴任した。

## 来歴・人物
1961年中央大学法学部卒業。1962年旧司法試験合格。1965年東京地方検察庁検事。1988年東京高等検察庁検事。1990年東京地方検察庁公安部長。1991年公安調査庁総務部長。1993年最高検察庁検事。1994年長崎地方検察庁検事正。1995年熊本地方検察庁検事正。1996年浦和地方検察庁検事正。1997年大阪地方検察庁検事正。同年公安調査庁長官。1999年高松高等検察庁検事長。2000年福岡高等検察庁検事長。2001年東京弁護士会弁護士登録。2002年大和銀ホールディングス監査役、あさひ銀行監査役。2004年豊嶋法律事務所設立、同所長。2007年アセット・マネジャーズ・ホールディングス常勤顧問。2008年アセット・マネジャーズ・ホールディングス取締役。2009年、瑞宝重光章受章。